# Porribius bathyllus
Porribius bathyllus är en loppart som först beskrevs av M.Rothschild 1936.  Porribius bathyllus ingår i släktet Porribius och familjen fladdermusloppor. Inga underarter finns listade i Catalogue of Life.